# Hästskobana

Solen·
Jorden·

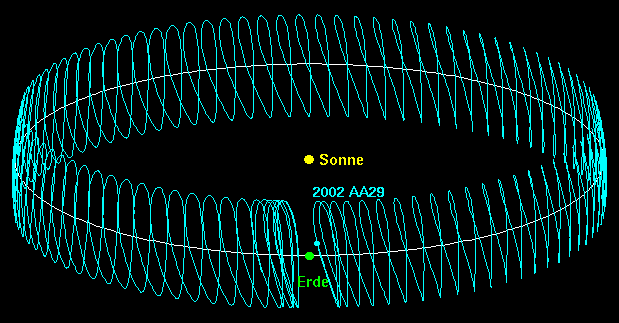
Positionen för 2002AA_{22} sådan den ter sig från jorden över de 95 år det tar att glida från den ena änden till den andra i hästskon. Spiralformen beror på banlutningen och excentriciteten i förhållande till jordbanan.

Banorna för 2002AA_{22} och jorden i ett inert referenssystem avslöjar inget om hästskobanan, men lutningen som ger upphov till hästskons spiralstruktur framgår.

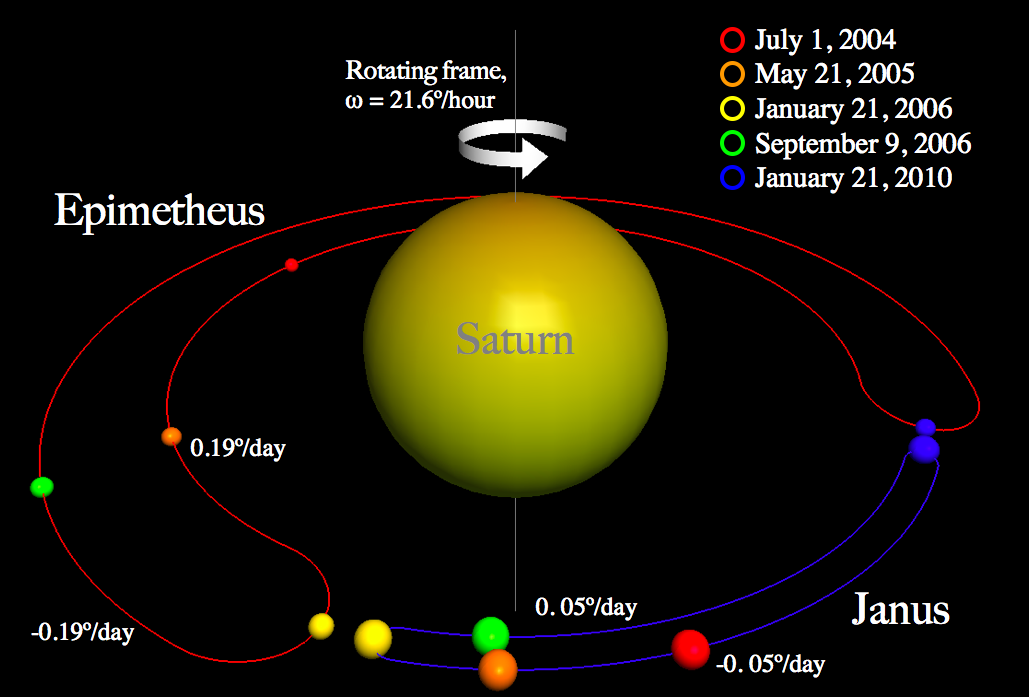
Avbildning av Janus och Epimetheus banor i en roterande referensram.

En hästskobana är ett slags koorbital rörelse hos en mindre kretsande kropp i förhållande till en större kretsande kropp (till exempel en planet) runt en tredje stor central kropp (till exempel solen). Om omloppstiden (och, enligt Keplers tredje lag då även medelavståndet till centralkroppen) för den mindre kroppen är väldigt nära densamma som för den större kommer dess bana att se ut att vara hästskoformad i ett roterande referenssystem, som när den betraktas från den större kroppen, medan den i ett inertialsystem ter sig som en normal keplersk elliptisk omloppsbana.
Loopen som den lilla kroppen beskriver "årligen" är inte sluten utan driver sakta framåt och bakåt så att punkten den roterar kring förefaller flytta sig jämnt längs den större kroppens bana under en längre tidsperiod. När den mindre kroppen närmar sig den större byts dess skenbara riktning. Under en hel cykel beskriver den skenbara banan konturen av en "hästsko", med den större kroppen belägen mellan skänklarna.
Asteroider som kretsar i hästskobanor i förhållande till jorden inkluderar 54509 YORP, 2002 AA29 och 2010 SO16, samt möjligen 2001 GO2. Med en bredare definition ingår även 3753 Cruithne, vilken kan sägas ha en sammansatt bana eller övergångsbana, (85770) 1998 UP1 och 2003 YN107.
Saturnus månar Epimetheus och Janus går i häskobanor i förhållande till varandra. I deras fall finns det ingen repeterad loop utan båda driver i en full hästsko i förhållande till den andre. I förhållande till ett roterande referenssystem med en hastighet som motsvarar medelhastigheten hos månarna kommer båda månarna att röra sig i en "delhästsko": Janus "sko" är mindre, både kortare och smalare, på grund av att den är 3,6 gånger tyngre än Epimetheus (F=ma).

## Förklaring

### Bakgrund
Nedanstående förklaring gäller en asteroid med en hästskobana i förhållande till jorden i sin bana runt solen. Asteroiden och jorden har nästan samma bana runt solen och båda har en omloppstid på (ungefär) ett år. Notera följande två effekter:
1. En kropp i en elliptisk bana rör sig fortare ju närmare solen den är (Keplers andra lag)
2. Om en kropp accelereras i sin bana kommer banan att ändras så att den avlägsnar sig från solen, om kroppen decelereras kommer den att närma sig solen (se centrifugalkraft)

Hästskobanan uppstår eftersom den gravitationella attraktionen från jorden ändrar formen på asteroidens elliptiska bana. Förändringarna är mycket små men resulterar i märkbara skillnader i förhållande till jorden.
Hästskoformen framträder bara när man avbildar asteroidens rörelse i ett roterande referenssystem vilket har solen och jorden som fixpunkter. Asteroiden rör sig ju hela tiden i samma riktning runt solen, men i förhållande till jorden jagar den ömsom i kapp och släpar efter så att banan kommer att få formen av en hästsko i ett referenssystem med solen och jorden som fixpunkter.

### Banans olika stadier

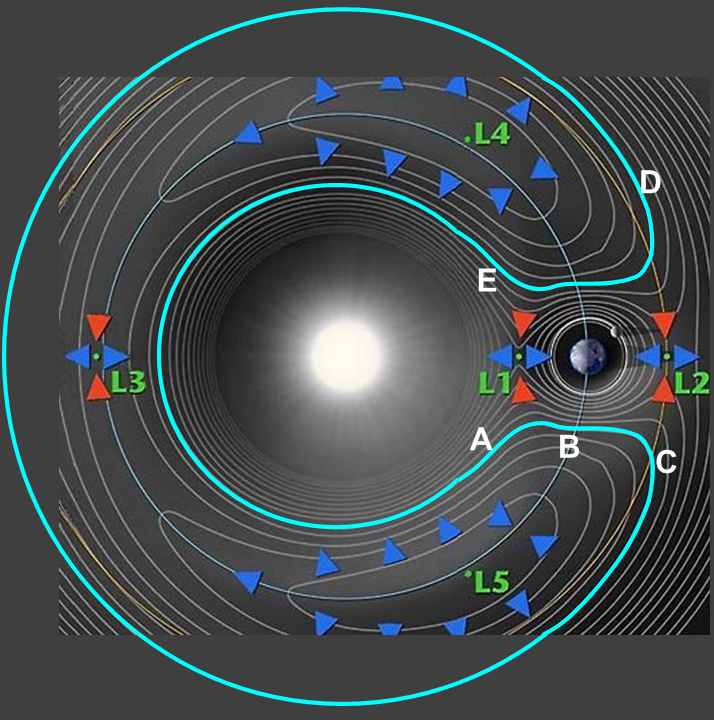
Figur 1. Skiss över möjliga banor längs isolinjer med samma gravitationella potential. I bilden roterar jorden (och hela bilden med den) motsols runt solen. Proportionerna är väldigt överdrivna.

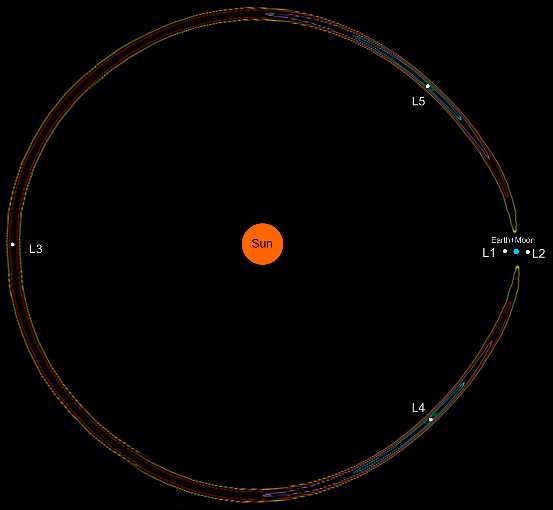
En mera proportionsrikig bild av hästskobanor än figur 1

Om vi börjar med asteroiden vid punkten A i Figur 1, mellan lagrangepunkten L5 och jorden, så rör sig asteroiden här med högre vinkelhastighet (men lägre absolut hastighet) än jorden och är på väg att passera mellan jorden och solen. Men jordens gravitation börjar här bli kännbar och asteroiden accelereras, vilket innebär att den far ut till en yttre bana, som ju innebär att dess vinkelhastighet sjunker (Keplers andra lag). När den nått till punkten C, har den nått den punkt som motsvarar dess nyvunna hastighet, men eftersom vinkelhastigheten nu är lägre än jordens kommer asteroiden att börja "tappa mark". Till slut har den förlorat nästan ett helt varv och hamnar i "D". Här börjar den känna av jordens dragningskraft igen, och den här gången bromsas asteroiden in, vilket leder till att den närmar sig solen och hittar en ny bana vid E. Nu har den emellertid en vinkelhastighet som är större än jordens och börjar således dra ifrån densamma. Och när dess "ledning" är nästan ett varv, hamnar den i A igen och hela processen upprepas.

## "Grodyngelbanor"
I Figur 1 antyds också möjligheten till banor som inte innesluter både L4 och L5, utan bara den ena av dessa : till exempel de som ligger nära de blå trianglarna. På engelska kallas sådana banor "tadpole orbits" och kan förklaras på liknande sätt, bortsett från att de inte oscillerar förbi L3. Allteftersom asteroiden (eller vad det nu är - det är ju oftast en asteroid!) flyttar sig fram och tillbaka från jorden (eller vilken himlakropp den nu är i resonans med), och utåt eller inåt i förhållande till centralkroppen (t.ex. solen), på grund av sin växlande hastighet ser den ut att röra sig i en loop runt lagrangepunkten - ett fenomen som kallas libration.
Ett exempel på en måne i "grodyngelbana" är Polydeuces, en liten saturnusmåne som librerar kring L5 i förhållande till den stora månen Dione (mellan 39° och 92° efter Dione med en period på 791 dagar). I Diones L4 finns en annan måne Helene, liksom det finns månar i L4 (Telesto) och L5 (Calypso) i Tethys bana. Dessa tre månar är betydligt större än Polydeuces  varför de inte uppvisar lika stor libration: störst har Helene (47° till 77° före Dione) medan Tethys båda följeslagare bara avviker med någon grad från respektive lagrangepunkt (±4° respektive ±1°). 
Dessa kroppar som ligger runt L4 eller L5 och rör sig i större eller mindre "grodyngelbanor" kallas trojaner.

## Kvasisatellitbanor

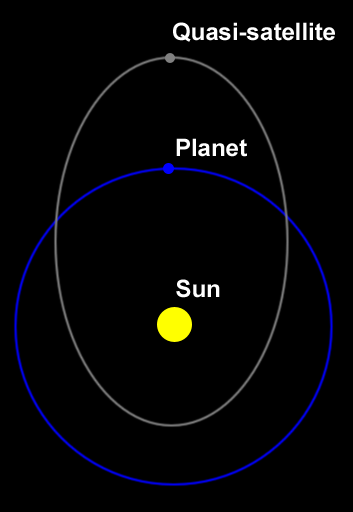
En kvasisatellits bana i ett inert referenssystem.

Mindre kroppar som har precis samma omloppstid som en planet, men väldigt elliptiska banor kommer att beskriva en rörelse runt planeten ("skenbart" retrograd om den roterar på samma håll runt solen som planeten) som påminner om en avlägsen och avlång månbana. Dessa banor är dock ej stabila, åtminstone inte innanför Uranus bana, eftersom den mindre kroppen är utanför planetens Hillsfär och förr eller senare kommer att störas in i någon annan bana - till exempel en hästskobana. Störningarna kan även gå på andra hållet så att en kropp i hästskobana tillfälligt kan bli en kvasisatellit - så var exempelvis 2003 YN107 en kvasisatellit mellan 1999 och 2006